# Chris Kuridrani
Pour les articles homonymes, voir Kuridrani.

a Compétitions nationales et continentales officielles uniquement.

b Matchs officiels uniquement.
Dernière mise à jour le 14 avril 2025.
Chris Nasiganiyavi dit Chris Kuridrani né le 12 décembre 1991 à Brisbane (Australie), est un joueur australien de rugby à XV évoluant au poste d'ailier. Il est le frère cadet du rugbyman Nemani Nadolo.

## Biographie
D'origine fidjienne, natif de Brisbane en Australie, Chris Kuridrani rejoint le Montpellier Hérault rugby en mars 2019 en tant que joker médical de Benjamin Fall, sérieusement blessé. 